# Angela Rayner
Angela Rayner   (Stockport, 28 de març de 1980) (nascuda Bowen) és una política britànica que ha exercit com a viceprimera ministra del Regne Unit i secretari d'Estat d'Habitatge, Comunitats i Govern Local des del juliol de 2024. És líder adjunta del Partit Laborista des del 2020 i membre del Parlament (MP) laborista i cooperativa d’Ashton-under-Lyne des del 2015. Ideològicament s'identifica com a socialista i com a part de l'esquerra tova laborista.
Rayner va néixer i es va criar a Stockport, on va anar a l’escola integral d'Avondale. Va deixar l'escola als 16 anys mentre estava embarassada i sense cap títol. Més tard es va formar en atenció social a Stockport College i va treballar per al consell local com a treballadora de cures. Finalment es va convertir en representant sindical dins d'UNISON, temps durant el qual es va unir al Partit Laborista. Va ser seleccionada per competir amb Ashton-,under‑Lyne, el 2014 i va ser escollida per a l'escó a les eleccions generals de 2015. Des del 2016 fins al 2020, Rayner va ocupar uns quants càrrecs al gabinet de l'ombra sota Jeremy Corbyn. Va presentar amb èxit la direcció adjunta del Partit Laborista el 2020 i va ocupar altres càrrecs al gabinet de l'ombra sota Keir Starmer.
Després de la victòria dels laboristes a les eleccions generals de 2024, Rayner va entrar al govern i va ser nomenada Viceprimera Ministra i Secretària d'Estat d'Habitatge, Comunitats i Govern Local per Starmer al seu govern. La forta base de suport i el potencial de Rayner com a futur líder van fer que el New Statesman la classifiqués com la vuitena persona més poderosa de la política d'esquerra britànica per al 2023. The Spectator la va nomenar Política de l'Any en la seva cerimònia anual de lliurament dels premis Parlamentari de l'Any el 2024.

## Primers anys de vida i carrera
Angela Bowen va néixer el 28 de març de 1980 a Stockport. Va créixer en la pobresa en una finca del consell amb el seu germà gran i la seva germana petita. El trastorn bipolar de la seva mare va afectar la família; Rayner ha afirmat: «Quan era jove, no teníem llibres perquè la meva mare no sabia llegir ni escriure». El seu lloc web descriu com, «en gran part, vaig ser criat per la meva àvia que va treballar en tres feines per posar menjar a taula i no va parar fins al dia que va morir, tres dies abans dels 65 anys. aniversari».
Rayner va anar a Avondale High School a Stockport. Als 16 anys, es va quedar embarassada i va deixar l'escola sense obtenir cap títol. Més tard va estudiar a temps parcial a Stockport College, aprenent la llengua de signes britànica i va obtenir un nivell de qualificacions professionals nacionals (NVQ) en atenció social. Rayner ha parlat de com els centres Sure Start dels governs del New Labor de Tony Blair i Gordon Brown la van ajudar quan era una mare jove amb poc suport.
Rayner va treballar per al Stockport Metropolitan Borough Council com a treballador de cura durant uns quants anys. Durant aquest temps, també va ser escollida com a representant sindical d’UNISON. Més tard va ser escollida com a coordinadora d'UNISON North West, convertint-se en la més alta oficial del sindicat a la regió, temps durant el qual es va unir al Partit Laborista. El 2012, The Guardian va presentar un llarg perfil de Rayner com a part d'un article sobre la vida laboral d'un dirigent sindical.

## Carrera parlamentària
El 2013 va buscar la selecció per ser la candidata parlamentària del Partit Laborista a Manchester Withington. No obstant això, Jeff Smith va ser seleccionat i n'és el titular des del 2015.
El setembre de 2014, Rayner va ser seleccionat com a candidat al parlament del Partit Laborista per Ashton-under-Lyne. Va ser escollida diputada per Ashton-under-Lyne a les eleccions generals de 2015 amb el 48,1% dels vots i una majoria de 10.756 vots. Va fer el seu discurs inaugural a la Cambra dels Comuns el 2 de juny de 2015. A les eleccions generals de 2017, Rayner va ser reelegida com a diputat d'Ashton-under-Lyne amb una quota de vot augmentada del 60,4% i una majoria augmentada d'11.295 vots. A les eleccions generals del 2019, Rayner va ser reelegit com a diputat d'Ashton-under-Lyne amb una quota de vot reduïda del 48,1% i una majoria reduïda de 4.263. A les eleccions generals de 2024, Rayner va ser reelegit com a diputat per Ashton-under-Lyne amb una quota de vots reduïda del 43,9% i una majoria augmentada de 6.791.
Rayner va nomenar Andy Burnham a les eleccions de lideratge laborista del 2015, però va ser un dels només 18 diputats que van donar suport al titular Jeremy Corbyn contra Owen Smith a les eleccions al lideratge del 2016.

### Ministra a l'ombra (2016-2024)
L'1 de juliol de 2016, després d'una sèrie de renúncies al gabinet a l'ombra en protesta pel seu lideratge, Corbyn va nomenar Rayner com a secretari d'Estat a l'ombra d'Educació.Va donar suport a la noció d'un Servei Nacional d'Educació que es modelaria en línies similars al Servei Nacional de Salut (NHS), promovent també un augment del finançament per a l'educació primerenca. Va ser considerada per alguns com una possible futura líder laborista.

### Cap adjunt (2020-present)

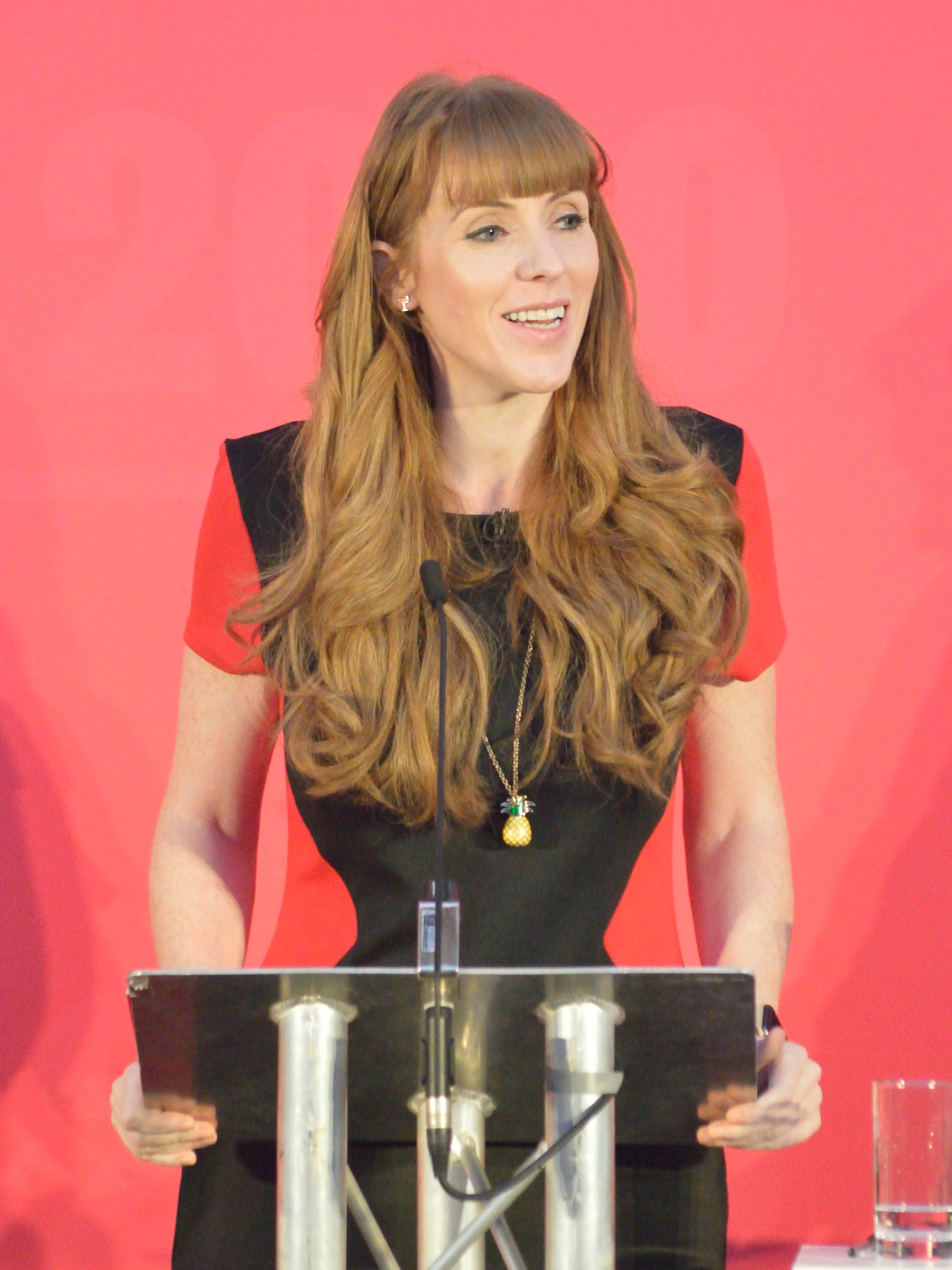
Rayner parlant a les eleccions de lideratge adjunt del Partit Laborista del 2020 a Bristol

Rayner no es va presentar al lideratge laborista a les eleccions de lideratge del 2020 i va donar suport a Rebecca Long-Bailey, que va quedar segona després de Keir Starmer. Tanmateix, Rayner va representar la direcció adjunta a les eleccions de direcció adjunta del 2020. Va aconseguir el suport suficient dels afiliats per optar a la votació final del 20 de gener, moment en què també va tenir el major nombre de candidatures dels CLP. Els resultats es van anunciar el 4 d'abril de 2020, amb Rayner anunciat com el guanyadora i esdevenint líder adjunt, succeint a Tom Watson.
En els dies següents va ser nomenada cap adjunta de l'oposició, primera secretària d'estat a l'ombra i presidenta del Partit Laborista. Rayner va ser nomenada membre del Consell Privat el 12 Febrer de 2021. El 9 d'abril de 2020, el Partit Laborista va anunciar que Rayner substituiria Starmer davant Dominic Raab durant les preguntes del primer ministre. Va substituir al costat de Dominic Raab durant els mandats de Boris Johnson i Rishi Sunak, i també va substituir al costat d’Oliver Dowden durant el mandat de Sunak.
Rayner va ser retirada dels seus papers com a presidenta del Partit Laborista i coordinadora de campanya nacional en una remodelació feta per Starmer el 8 de maig de 2021, arran de les eleccions locals de 2021. Posteriorment va ser nomenada cancellera a l'ombra del ducat de Lancaster i secretària d'estat a l'ombra per al futur del treball.
El 4 de setembre de 2023, Starmer va nomenar Rayner com a secretaria d'augment de nivell a l'ombra i viceprimera ministra. La forta base de suport i el potencial de Rayner com a futur líder van fer que el New Statesman la classifiqués com la vuitena persona més poderosa de la política d'esquerra britànica per al 2023.

### Viceprimera ministra (2024-present)

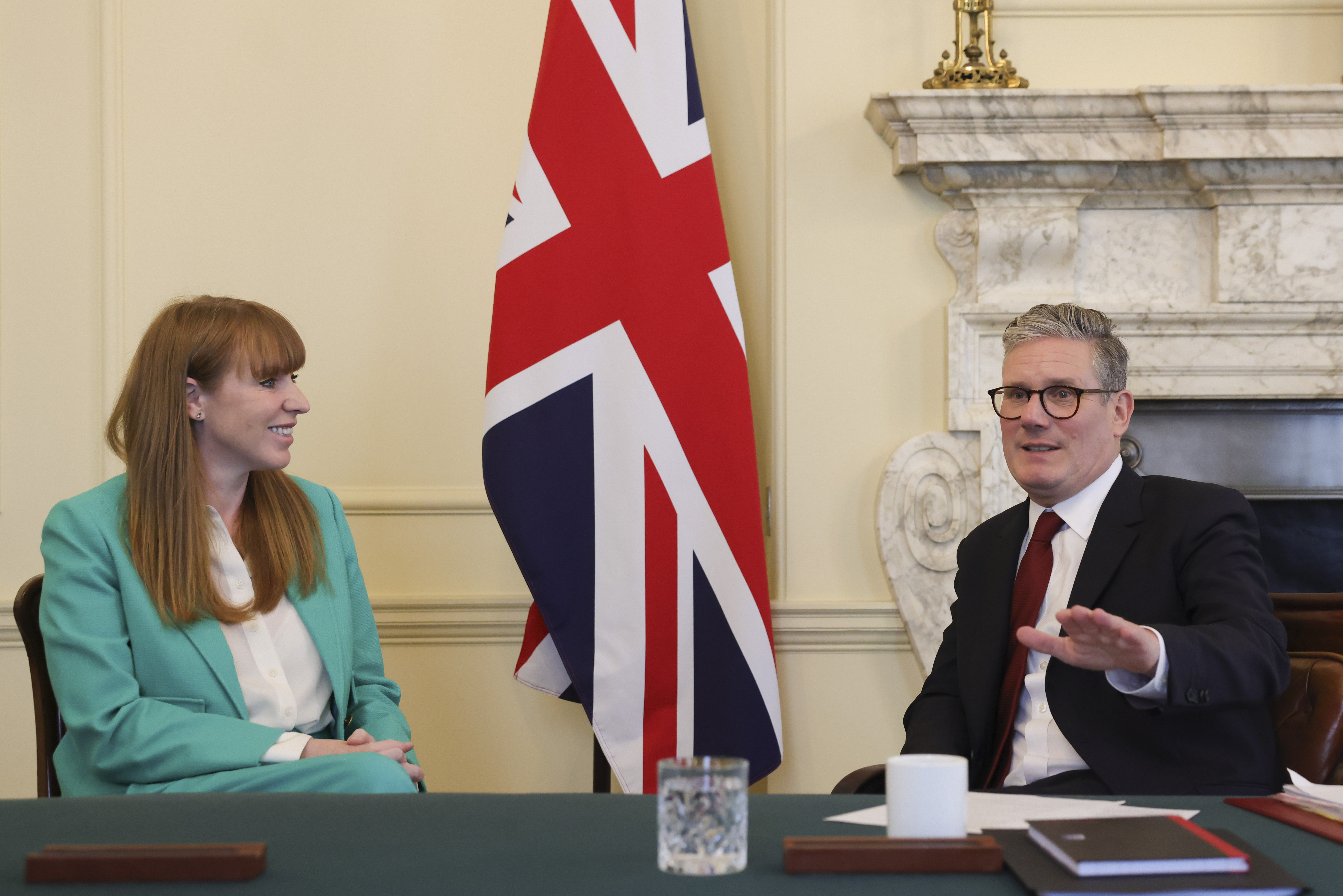
Rayner nomenat viceprimer ministre per Keir Starmer, el 5 de juliol de 2024

Després de la victòria contundent dels laboristes a les eleccions i de la formació del ministeri Starmer, Rayner va ser nomenada al govern com a viceprimera ministra del Regne Unit i Secretària d'estat d'Habitatge, Comunitats i Govern Local (conegut com a Secretari d'Estat per a l'augment de nivell, Habitatge i comunitats fins al 9 de juliol de 2024) per Starmer al seu govern el 5 de juliol de 2024.
Rayner va condemnar els disturbis de finals de juliol i principis d'agost que van començar després de l’apunyalament de Southport, dient que «no hi ha cap excusa per a la delinqüència». En el seu primer discurs a la Conferència del Partit Laborista com a viceprimera ministra, Rayner va obrir la conferència i va dir: «Vull començar amb un agraïment al poble britànic. Ens vau confiar la tasca del canvi i no oblidarem. Tu has tingut fe amb nosaltres i nosaltres tindrem fe».
Com a viceprimera ministra, Rayner va substituir Starmer a les preguntes del primer ministre en dues ocasions, enfrontant-se respectivament a Oliver Dowden i Alex Burghart, dient en broma durant la primera que trobaria a faltar ella i la batalla dels gingebres de Dowden.

## Posicions polítiques

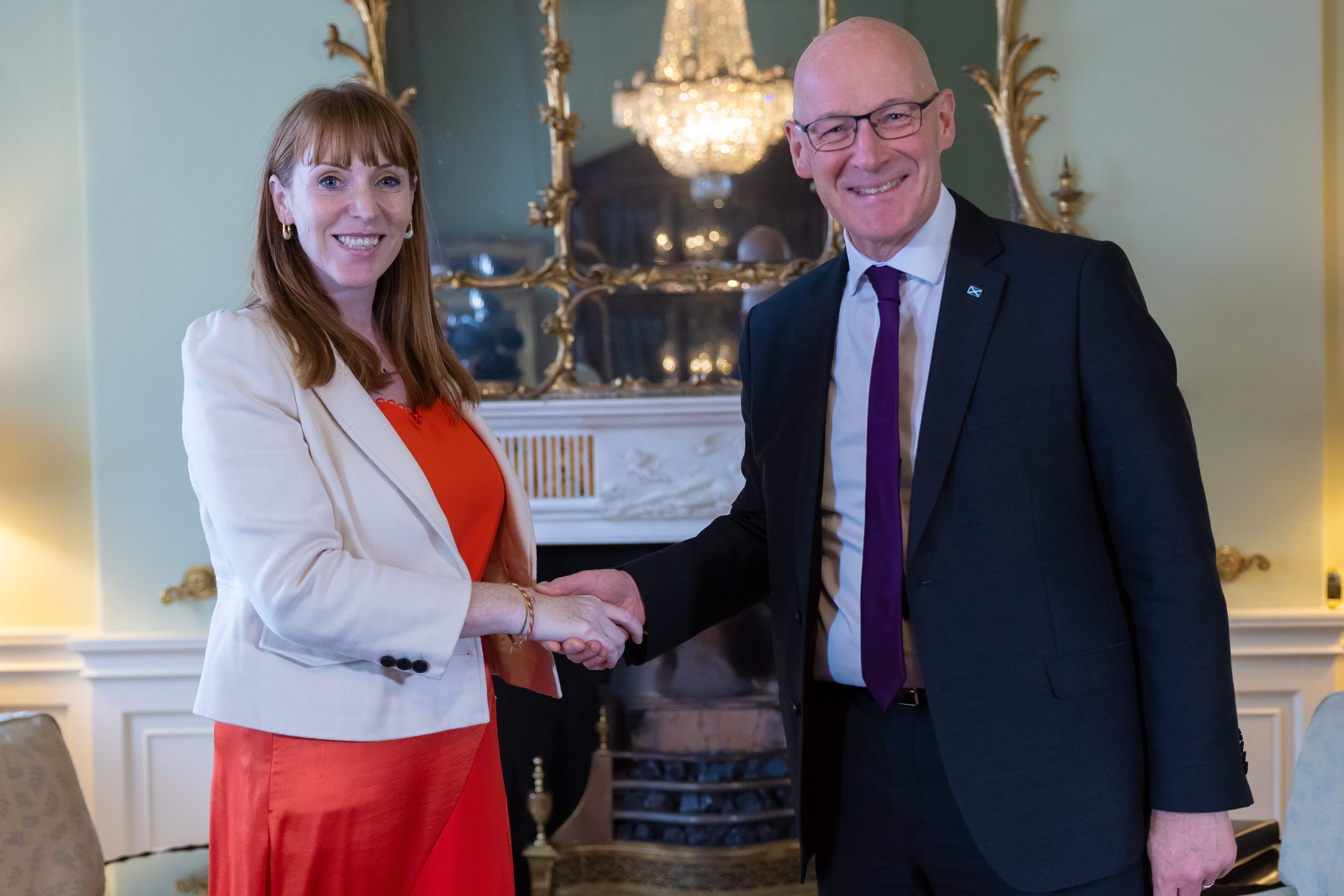
Rayner amb el primer ministre escocès John Swinney per a una reunió bilateral a Bute House, 15 d'agost de 2024

Rayner s'identifica com a socialista. En una entrevista del 2017 a The Guardian que parla de les seves creences polítiques, Rayner va destacar el seu pragmatisme, descrivint-se a si mateixa com a part de l'esquerra suau del Partit Laborista. Ha criticat durament a Corbyn, ja que no imposava el respecte del partit, i ha criticat la seva falta de disciplina a l'hora de fer front a l'antisemitisme al partit. Rayner s'ha descrit en una línea bastant dura en temes de llei i ordre, després d'haver patit un comportament antisocial quan era jove. En una entrevista, va dir que la policia hauria de disparar als teus terroristes i fer preguntes en segon lloc i que li havia dit al seu cos de policia local que tirés a terra la porta dels delinqüents. Rayner va demanar als transcriptors del Hansard que no corregissin els seus discursos, preferint parlar amb naturalitat als comuns perquè sóc qui sóc.

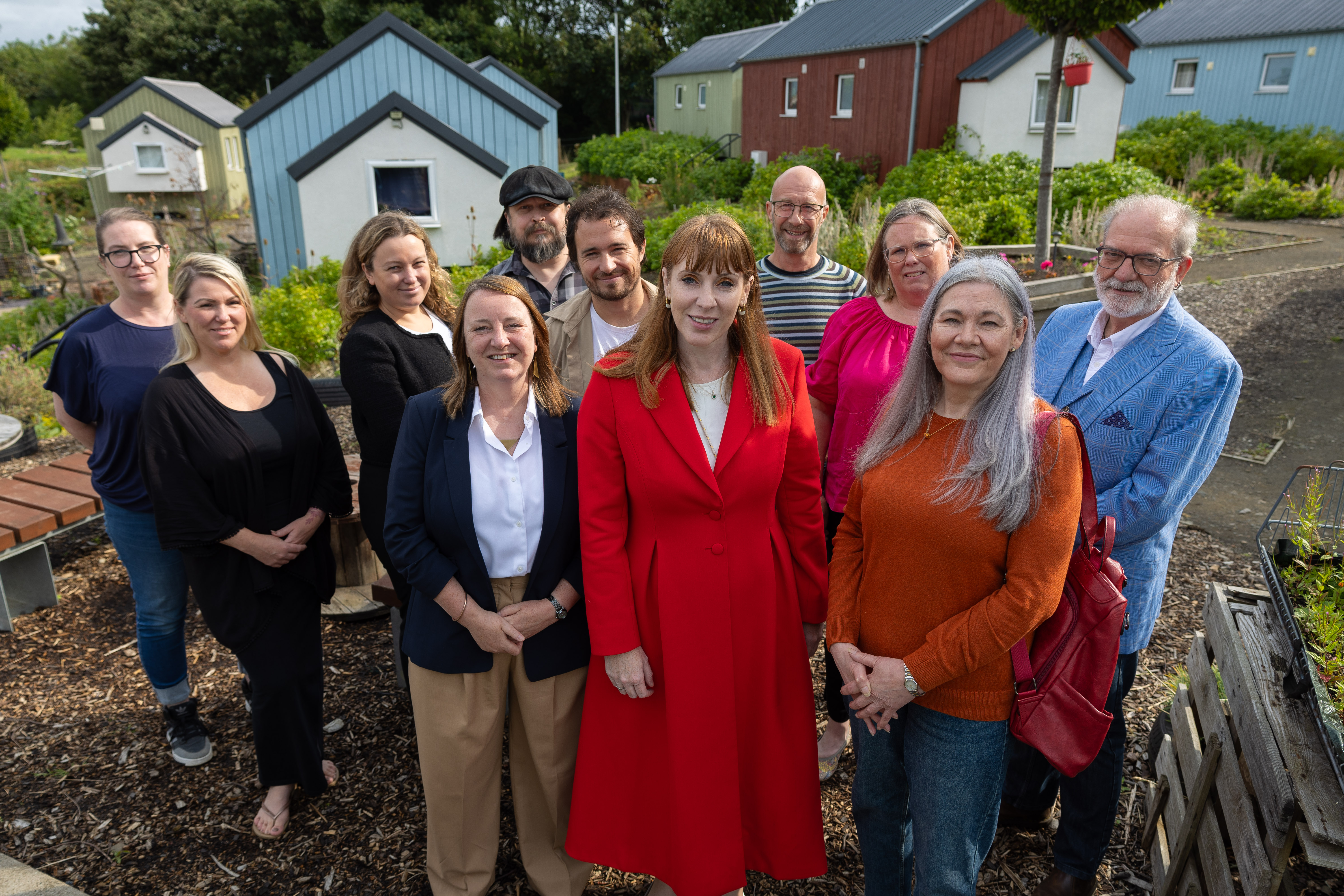
Rayner visitant una organització benèfica de suport a persones sense llar a Edimburg, 16 d'agost de 2024

El 2019, Rayner va declarar el seu suport a la campanya WASPI per a la compensació de les dones afectades pels canvis d'edat de jubilació del govern. Membre dels Amics Laboristes de Palestina i l'Orient Mitjà, Rayner ha condemnat els assassinats de palestins durant les protestes a la frontera de Gaza del 2018-2019 i ha citat repetidament les violacions dels drets humans per part d'Israel contra els palestins a les xarxes socials. L'octubre de 2020, Rayner va anomenar l'aleshores diputat conservador Chris Clarkson escòria mentre pronunciava un discurs al Parlament, i el vicepresident del Parlament va retreure que ho fes. Més tard es va disculpar. Clarkson havia estat crític amb Andy Burnham, que havia estat buscant suport financer per al Gran Manchester després de les restriccions locals a les empreses que s'estaven introduint.

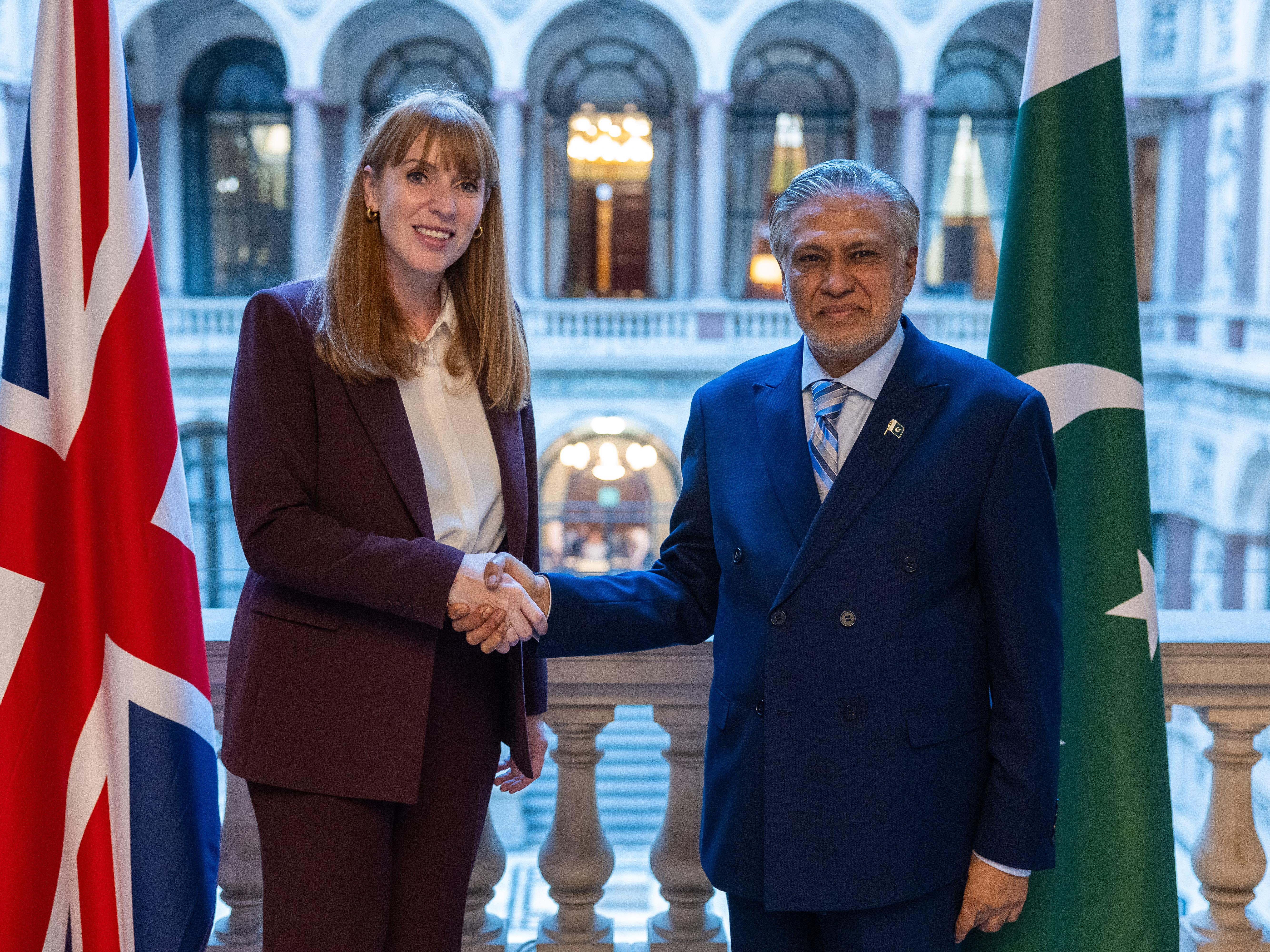
Rayner amb el viceprimer ministre del Pakistan Ishaq Dar, 5 de setembre de 2024

El setembre de 2021, Rayner va criticar fermament els membres alts del Partit Conservador, afirmant: «No podem ser pitjor que un munt d'escòria, homòfob, racista, misògin, un munt absolut... de república bananera... Una peça Eton College... d'escòria». Alguns parlamentaris laboristes, tot i que van dir que no era el llenguatge que haurien utilitzat, van defensar els seus comentaris, com Steve Reed, John McDonnell i Lisa Nandy. Keir Starmer es va distanciar dels seus comentaris, però va dir que depenia de Rayner si volia disculpar-se o no, mentre que altres parlamentaris laboristes la van condemnar en termes més ferms. Diversos diputats conservadors, entre ells Grant Shapps, Amanda Milling i Oliver Dowden, van condemnar els seus comentaris. Més tard, Rayner es va disculpar pels seus comentaris arran de l’assassinat del diputat conservador David Amess el mes següent.

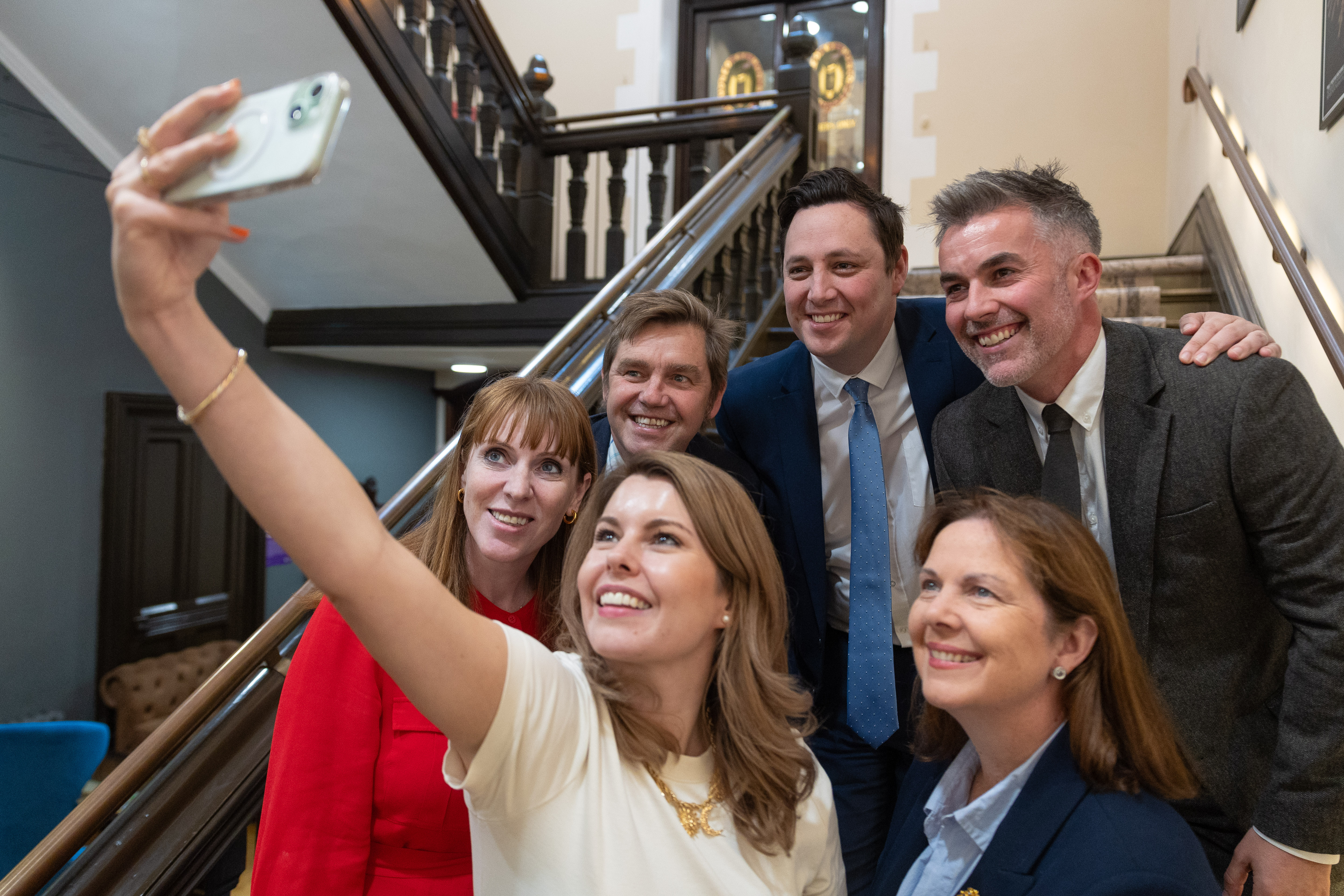
Rayner amb els alcaldes regionals, 10 d'octubre de 2024

Rayner ha dit que «no tenia una visió especialment forta de cap manera» sobre el Brexit. Va fer campanya per Gran Bretanya més forta a Europa i va votar per romandre a la Unió Europea (UE) durant el referèndum del Brexit del 2016. Després del resultat del referèndum, va votar a favor de l'activació de l'article 50, argumentant que, tot i que era ferradament pro-UE, també era demòcrata. Es va oposar a la política laborista per a un segon referèndum adoptat sota Corbyn i va argumentar que «socavaria la democràcia». També es va oposar a un retard a l'article 50. Quan se li va preguntar com votaria en un segon referèndum el desembre del 2019, Rayner va dir que votaria per baixa sempre que l’acord de retirada «protegeixi l'economia i els llocs de treball».
Després de l'assassinat de George Floyd per part de l'oficial de policia Derek Chauvin, Rayner va donar suport al moviment Black Lives Matter i es va agenollar al costat de Keir Starmer.

## Premis i honors
El desembre de 2024, Rayner va ser inclosa a la BBC 100 Women. El 2024, una llista de 100 dones inspiradores i influents de tot el món per al 2024.

## Vida personal

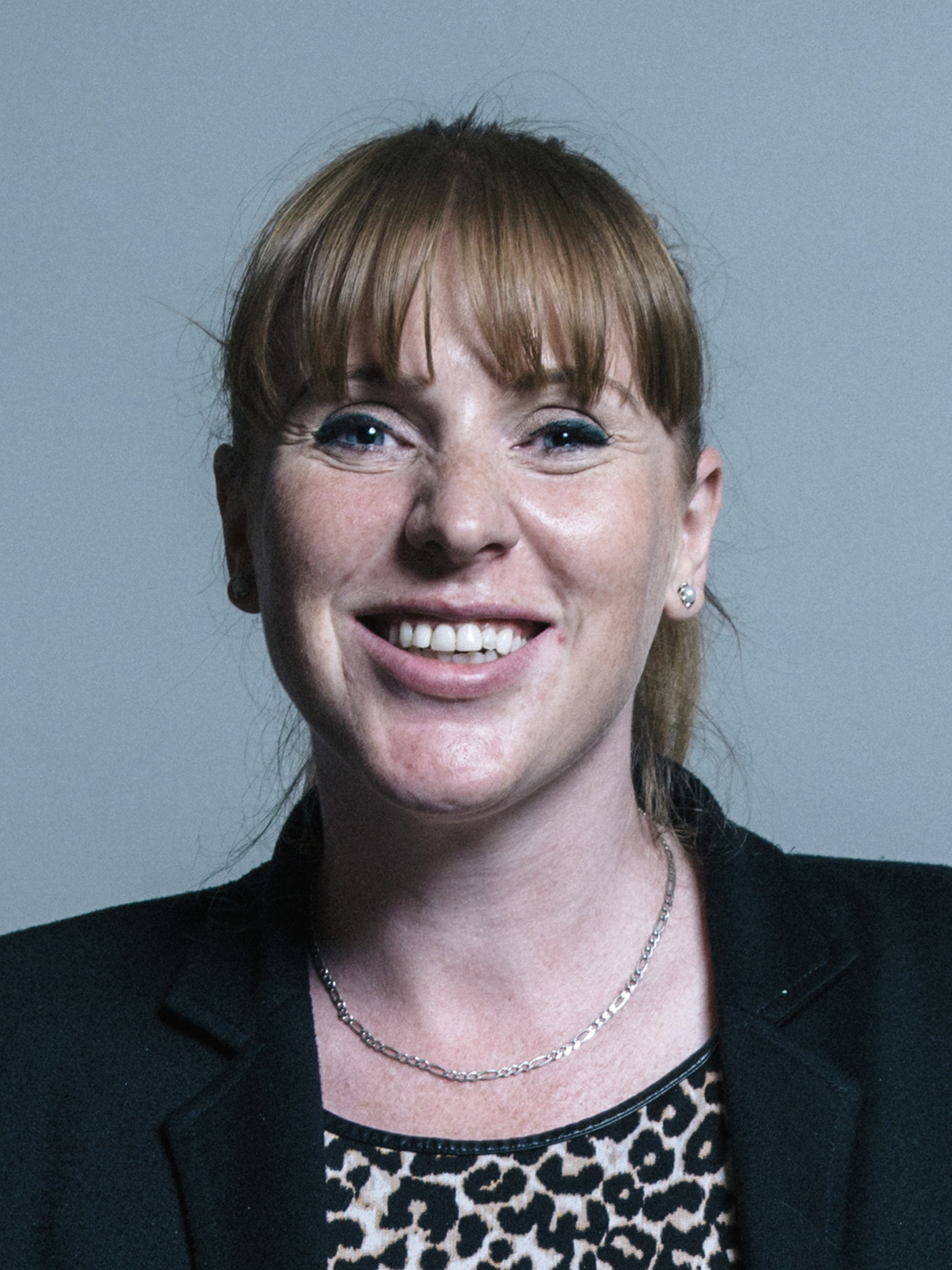
Retrat de MP, 2017

Rayner viu a la seva circumscripció d’Ashton-under-Lyne amb la seva família.
Entre 1995 i 2005, Rayner va tenir una relació amb Neil Batty. El 1996, als 16 anys, va donar a llum el seu fill, Ryan. Recordant la seva experiència de ser una mare adolescent en una finca del consell, va dir que el naixement de Ryan «en realitat em va salvar d'on podria haver estat, perquè tenia una persona petita per cuidar». Quan la parella de Ryan va tenir una filla el novembre de 2017, Rayner es va convertir en àvia als 37 anys, donant-se el malnom de Grangela.
El 2010 es va casar amb Mark Rayner, un funcionari d'UNISON, amb qui va tenir dos fills més, Charlie i Jimmy. Rayner diu que la cura que va rebre el seu fill Charlie després del seu naixement prematur va demostrar la importància del NHS per a ella. Rayner i el seu marit es van separar el 2020. En una entrevista del 2022, Rayner va explicar que, fins al 2010, va perdre més de 38 kg de pes, gràcies a un programa d'entrenament d'un any. Aleshores, va contractar un préstec bancari de 5.600 lliures per a una cirurgia estètica en el seu 30è aniversari. A l'estiu de 2022, els periodistes van començar a informar que Rayner estava en una relació amb el diputat laborista Sam Tarry la relació va acabar més tard el 2023.
L'octubre de 2021, Rayner va informar que havia rebut diverses amenaces de mort i missatges abusius. La policia va detenir un home de 52 anys a Halifax. Va cancel·lar diverses reunions amb els seus electors per por per la seva pròpia seguretat. Més tard, un home de 36 anys de Cambridgeshire va ser processat després d'enviar-li un correu electrònic amenaçant. L'home es va declarar culpable al jutjat d'enviar el correu electrònic i va ser condemnat a 15 setmanes de presó, amb suspensió de 18 mesos. A principis del març del 2019, Rayner va dir que havia col·locat botons de pànic a casa seva després que li havien enviat amenaces de violació i mort.

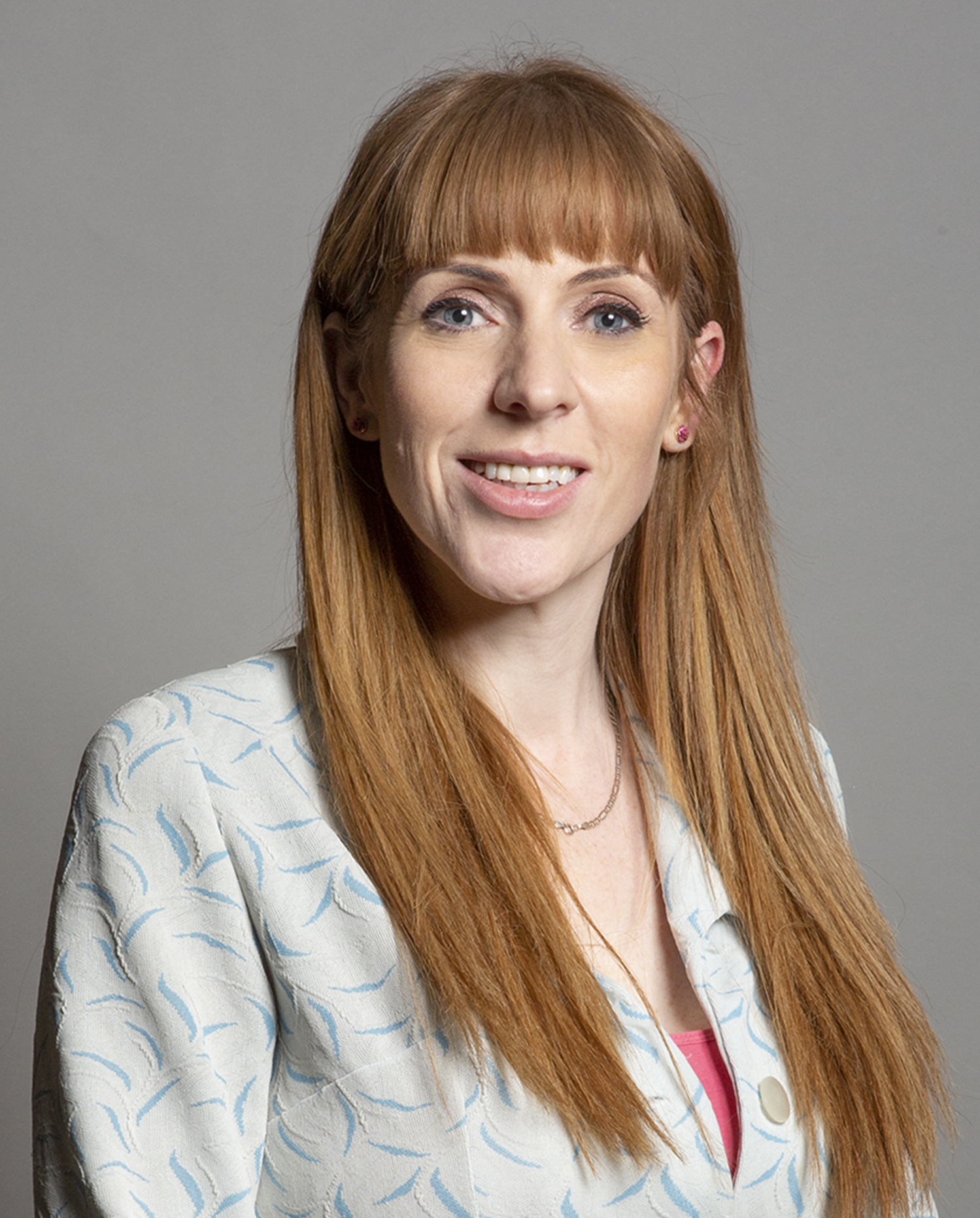
Retrat de MP, 2020

El 24 d'abril de 2022, Rayner va ser objecte d'un informe a The Mail on Sunday, de Glen Owen, en el qual s'al·legava que havia intentat distreure a Boris Johnson als Comuns creuant i descreuant les cames de la mateixa manera que Sharon. Stone en una escena de la pel·lícula de 1992 Basic Instinct. L'informe va ser posteriorment condemnat per diverses veus de l'espectre polític, com Johnson i la presidenta de la Cambra Lindsay Hoyle. L’Organització Independent d'Estàndards de Premsa (IPSO) va informar que havia rebut 5.500 queixes sobre l'article i que emprendria una investigació. Lia Nici va repetir més tard les afirmacions en una entrevista de la BBC.
El maig de 2022, Rayner va dir que dimitiria com a líder adjunta del Partit Laborista si rebia un avís de penalització fixa per infringir les regulacions de COVID-19 mentre feia campanya durant el període previ a les eleccions parcials i locals de Hartlepool l'any anterior. La polèmica al voltant de l'esdeveniment va ser batejada com Beergate. Ella i Keir Starmer van ser autoritzats per la policia de Durham el juliol de 2022, que va dir que «no hi havia cap cas per respondre».

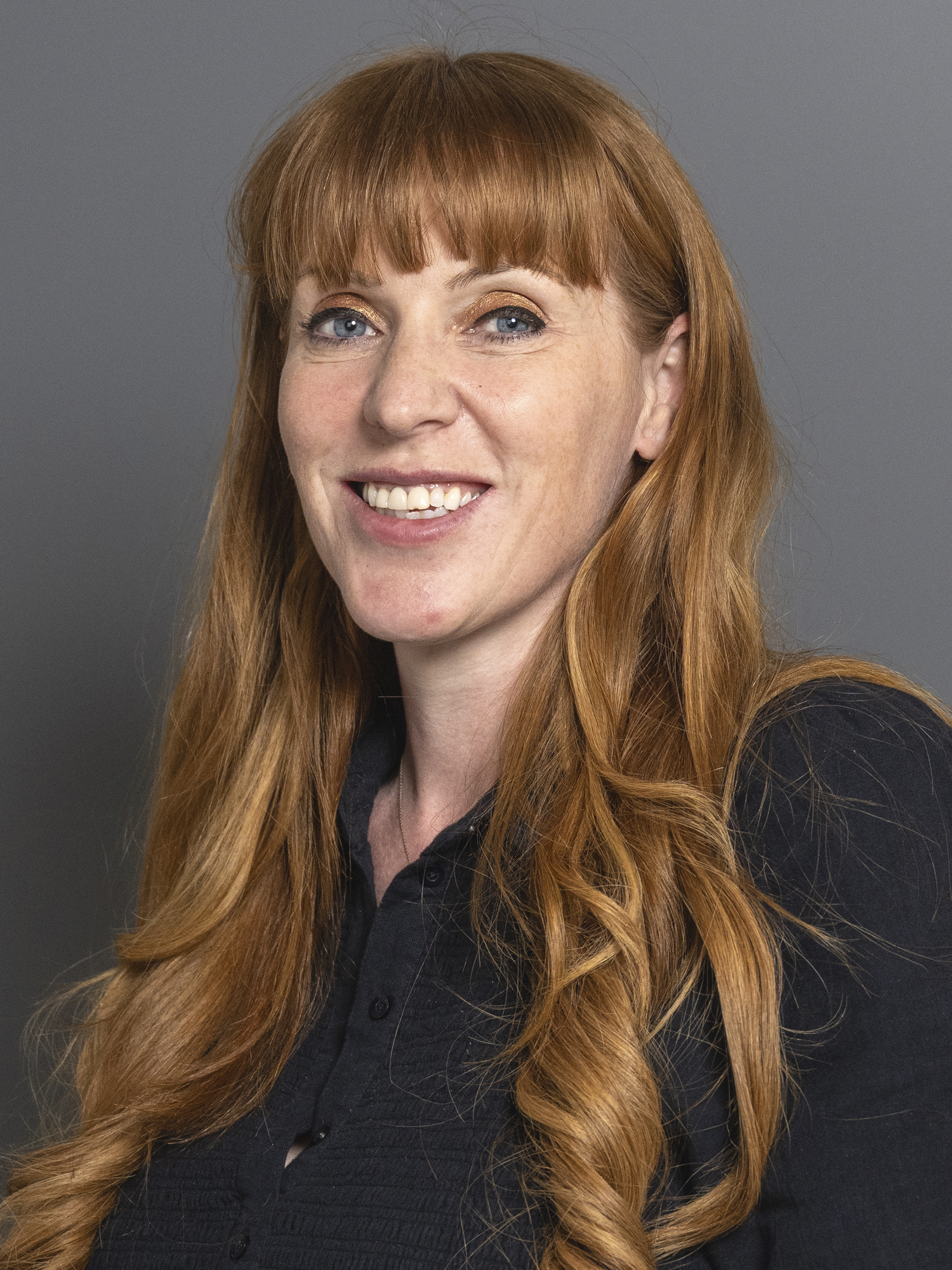
Retrat de MP, 2024

El març de 2024, un antic vicepresident del Partit Conservador, Michael Ashcroft, va al·legar que Rayner havia enganyat els funcionaris fiscals en la venda de la seva casa municipal el 2015. Rayner va dir que no havia fet res malament i es va negar a publicar els seus registres fiscals o assessorament fiscal. La policia del Gran Manchester va dir que no va trobar cap prova que s'hagués comès cap delicte. A petició del diputat conservador James Daly, la policia va acceptar revisar la seva decisió de no investigar. La policia va confirmar l'abril de 2024 que havia obert una investigació sobre les denúncies. Una enquesta de la consultora d'investigació Savanta va indicar que el 56% dels votants laboristes i el 26% dels votants conservadors pensaven que les acusacions eren una campanya de desprestigi del Partit Conservador. Posteriorment, Rayner va dir que «faria el correcte i renunciaria» si es descobrís que havia infringit la llei. Més tard aquell mes, la policia del Gran Manchester i el Consell de Stockport van dir que no prendrien cap acció contra Rayner. Rayner també va ser autoritzada per HM Revenue and Customs, que va concloure que no devia cap impost sobre guanys de capital i, per tant, no es prendria cap mesura. Rayner va felicitar l'anunci i va dir que els conservadors havien utilitzat tàctiques desesperades contra ella.
Durant la polèmica sobre els regals del Partit Laborista el setembre de 2024, el Partit Conservador va remetre Rayner al Comissionat Parlamentari d'Estàndards, al·legant que el seu no registrar correctament l'ús de Waheed Alli, l'apartament de 2,5 milions de dòlars del baró a Nova York podria haver incomplert el Codi de conducta de la Cambra dels Comuns. Ali havia fet regals a Rayner per valor de 3.550 lliures esterlines de roba el juny de 2024. Més tard, Rayner va anunciar que ja no acceptaria roba de donants.